# René Monory
René Monory (ur. 6 czerwca 1923 w Loudun, zm. 11 kwietnia 2009 tamże) – francuski polityk, przedsiębiorca i samorządowiec, minister w kilku rządach, w latach 1992–1998 przewodniczący Senatu.

## Życiorys
Absolwent Ecole primaire supérieure w Thouars. W latach 1952–1980 prowadził własną działalność gospodarczą w branży motoryzacyjnej. Zaangażował się w działalność polityczną, dołączając do Unii na rzecz Demokracji Francuskiej. W jej ramach działał w Centrum Demokratów Społecznych, pełnił m.in. funkcję wiceprzewodniczącego tej partii. Od 2002 był członkiem Unii na rzecz Ruchu Ludowego.
W latach 1959–1999 zajmował stanowisko mera swojej rodzinnej miejscowości. W latach 1961–2004 zasiadał w radzie departamentu Vienne, od końca lat 70. jako przewodniczący tego gremium. W latach 1985–1986 przewodniczył radzie regionalnej w Poitou-Charentes.
Od 30 marca 1977 do 31 marca 1978 był ministrem przemysłu, handlu i rzemiosła, a od 6 kwietnia 1978 do 13 maja 1981 ministrem gospodarki w rządach Raymonda Barre’a. Od 21 marca 1986 do 10 maja 1988 sprawował urząd ministra edukacji w gabinecie, którym kierował Jacques Chirac.
W latach 1968–1977, 1981–1986, 1988–2004 był senatorem, a w okresie od 2 października 1992 do 30 września 1998 również przewodniczącym Senatu.
Odznaczony Legią Honorową V klasy (2004).